# Радио Мила Голд
Радио Мила Голд започва излъчване едновременно в София (101.1 MHz) и Пловдив (89.1 MHz) на 1 май 2004 година. В самото начало в ефир звучи само музика. На 20 септември 2004 година е излъчена първата емисия новини. По това време започват конкурсите за сформиране на екип. На първия си рожден ден радиото представя първите си авторски предавания - сутрешен („Летящ старт“ с Венци и Балин - всеки делник между 7 и 11 часа) и следобеден блок („Графити“ с Юлия от 14 до 18 часа). През 2006 в програмата намират място още няколко предавания, с които радиото предлага 15 часа авторска продукция в делничните дни.
В края на декември 2007 година радиото преустановява излъчването си в София. От ефир са свалени всички предавания. Изцяло музикалната програма продължава да звучи само в Пловдив. В началото на 2009 година на честотата на радио Мила Голд в Пловдив започва излъчване радио FM+.
Основните отличителни белези на радио Мила Голд са:
- златните хитове на XX век;
- поп/рок звученето;
- безспорната известност на всяка излъчена песен;
- уникалният баланс между старите, но златни хитове и младите, но добре обучени водещи;
- ефирните инициативи, които периодично заемат основно място в програмата („Преди да кажеш “ДА" – за 14 февруари, "Един вълшебен ден" – за абитуриентските празници, "Рок Лято с радио Мила Голд" – 3 месеца раздаване на билети за най-големите концерти на 2006-а, "Коледна приказка" – в навечерието на Рождество Христово и други).